# Saint-Léonard, Gers
 Saint-Léonard  là một xã của tỉnh Gers, thuộc vùng Occitanie, tây nam nước Pháp.